# Stéphane Édouard (essayiste)
Pour les articles homonymes, voir Stéphane Édouard (homonymie).
Stéphane Édouard, né le 7 avril 1978 à Nice en France est un essayiste, vidéaste, coach en séduction et entrepreneur français.
Médiatisé initialement pour sa participation à une téléréalité, il est connu pour des controverses et polémiques à travers ses essais et interventions médiatiques notamment sur le féminisme, les rapports hommes-femmes et la masculinité. Il est critiqué pour ses positions virilistes et masculiniste, ainsi que pour sa proximité avec l'extrême droite sur internet.

## Biographie

### Début et formation
Stéphane Édouard naît le 7 avril 1978 à Nice. Il débute ses études supérieures à l’Institut supérieur de mécanique de Paris, dans le domaine scientifique avant de se réorienter en 2001 vers les sciences humaines à l'Institut d'études politiques de Paris. En 2003, il obtient son diplôme avec un DEA en sociologie des organisations, grâce à son mémoire sur le rôle de l’école dans le métier de comédien et son articulation avec le marché de l'emploi à Paris. Il soutient ce mémoire en 2002,. 
Parallèlement, il exerce durant plusieurs années en tant que coach en séduction sous le pseudonyme « Spike », proposant des formations destinées aux hommes souhaitant améliorer leur confiance en eux et leurs interactions sociales. Selon un article d' Afrik.com publié en 2008, il aurait accompagné environ 1 500 clients dans ce cadre.

### Carrière
Après ses études, en 2006, Stéphane Édouard fonde MAT Consulting, une entreprise spécialisée dans le conseil en image et développement personnel. En 2012, il établit VLT Solutions, une firme offrant des services en relations publiques et en communication.
Il crée sa chaîne YouTube le 26 juillet 2006, puis rejoint X (anciennement Twitter) en décembre 2009. Progressivement, il gagne en notoriété sur les réseaux sociaux, rassemblant 390 000 abonnés sur YouTube au 2 mai 2025 et 66 000 sur X. Son contenu est souvent sujet à débat, de par ses prises de positions.
Parallèlement, Stéphane Édouard publie plusieurs ouvrages, tels que L'Homme idéal : 50 leçons pour séduire la femme qui vous plaît en 2011 et Êtes-vous faits l'un pour l'autre ? en 2017. Il est également l'auteur de six articles publiés dans le HuffPost publié entre 2014 et 2022.
Stéphane Edouard est impliqué dans diverses controverses liées à ses apparitions médiatiques. En 2016, en tant que sociologue, il est engagé par la chaîne M6 pour l'émission de télé-réalité Mariés au premier regard,.

## Polémiques et controverses

### VidéoDresser sa femme?(2016)
En 2016, Stéphane Édouard déclenche une polémique avec sa vidéo intitulée Dresser sa femme ?. Cette vidéo entraîne des critiques l'accusant de machisme. Edouard y réagissait en réalité à un article en ligne lui-même intitulé « Dresser les femmes comme des chevaux » qu'il critiquait en fait vivement, qualifiant l'auteur de « con » et « assez maladroit »,. Cette réaction engendre cependant des débats et des critiques concernant ses opinions sur les relations hommes-femmes. Depuis lors, la vidéo a été renommée Stéphane Edouard dénonce un article intitulé "Dresser les femmes comme des chevaux",.

### Concours de plaidoirie à l'Université Toulouse-I Capitole (2023)
En mars 2023, l'Université Toulouse-I Capitole annule l'invitation de Stéphane Édouard à participer en tant que juré lors d'un concours de plaidoirie organisé pour la Journée internationale des droits des femmes. Cette décision est prise en réponse à des critiques émanant principalement des étudiants et du personnel académique, à la suite des commentaires controversés d’Édouard sur le viol : « Sans arme et sans coup, vous ne pouvez pas violer une femme […] Vous ne pouvez pas immobiliser suffisamment une femme adulte et la pénétrer, c'est impossible […] ». L'université prend cette mesure pour répondre aux préoccupations exprimées au sein de sa communauté,.

## Affaires judiciaires

### Affaire20 Minutes
L'affaire débute lorsque Stéphane Édouard décide de porter plainte contre 20 Minutes à la suite d'un article qu'il juge diffamant. Cet article, publié en novembre 2016, faisait écho aux critiques du sociologue Jean-Claude Kaufmann sur l'émission de téléréalité Mariés au premier regard diffusée sur M6. Kaufmann y remettait en question les qualifications scientifiques des experts de l'émission, notamment Stéphane Edouard, qualifiant certaines de ses affirmations d'« arnaque » et jugeant inapproprié qu'il se présente comme sociologue,. Dans une vidéo YouTube, Édouard répond :  « Jean-Claude Kaufmann, je ne te poursuis pas en diffamation... J'attaque un article entièrement à charge, diffamant et construit intégralement pour me faire mal de 20 minutes ».
Kaufmann, dans une lettre ouverte, appelle à « défendre la sociologie » et continue de remettre en question la légitimité de Stéphane Édouard dans ce domaine,.
En 2021, le site Arrêt sur images annonce sur X (anciennement Twitter) que Stéphane Edouard a été débouté de sa plainte,. Édouard répond alors en précisant : « Je n'ai jamais porté plainte contre M. Kaufmann. »

### Affaire Daï-mon et Le Fou Allié
En juin 2023, Stéphane Édouard assigne en justice deux vidéastes web et streameurs, Daï-mon puis Le Fou Allié, pour « injures publiques ». Il est débouté de l'ensemble de ses demandes, le tribunal estimant que les propos visés ne dépassaient pas les limites de la liberté d'expression, mais également condamné pour « procédures abusives » le 11 décembre 2024[source insuffisante].

## Ouvrages
- Stéphane Édouard, L'homme idéal : 50 leçons pour séduire la femme qui vous plaît, Flammarion, 2011, 320 p. (ISBN 978-2081244412).
- Stéphane Édouard, Êtes-vous faits l'un pour l'autre ?, M6 Editions, 2017, 203 p. (ISBN 978-2359851724).